# 長田宏
長田 宏（おさだ ひろし）は、ラジオディレクター、構成作家。血液型はO型。大阪府生まれ。
通称「おさぷー」「オサダス」。

## 現在の担当番組
- 藤田茜シーズン1[1]（インターネットラジオステーション＜音泉＞プレミアム）
- ぐらぶるTVちゃんねるっ!（TOKYO MX）
- 諏訪ななかの諏訪七課[2]（ニコニコ生放送、ニコニコ動画）
- 五十嵐裕美のおじさんといっしょ[3]（出演・構成）
- 楠木ともりのこと。（インターネットラジオステーション＜音泉＞）
- クラスの大嫌いな女子とラジオすることになった。(YouTube:アニプレックス チャンネル、インターネットラジオステーション＜音泉＞)

## 過去の担当番組

### YouTube

#### アニプレックス チャンネル
- ゆらぎ荘の美由利さん～お風呂に入る時はひだりてから～[4]
- 通常配信が毎週配信で二回配信の茅野さんは好きですか？
- ぐらぶるジータちゃんねるっ！[5]
- 神様になったラジオ[6](インターネットラジオステーション＜音泉＞でも配信)
- 10thアニバーサリープロジェクトあの日聞いたラジオの名前を僕達はまだ知らない。[7]（YouTube、テレビアニメ公式サイト）
- NieR:Automata Ver1.1a ポッドのPodcast(ディレクター・構成)(インターネットラジオステーション＜音泉＞でも配信)
- リコリコラジオ(ディレクター・構成)(インターネットラジオステーション＜音泉＞でも配信)
- 『ふれる。』公開記念「あの日聞いたラジオの名前を僕達はまだ知らない。」(ディレクター・構成)
- 16bitセンセーション ANOTHER PLAYER(ディレクター・構成)(インターネットラジオステーション＜音泉＞でも配信)
- 帰ってきた！ソードアート・オンライン オルタナティブ ガンゲイル・オフライン(構成)(インターネットラジオステーション＜音泉＞でも配信)
- エンゲージ・キサラジオ(構成)
- その着せ替え人形はラジオをする(構成)(インターネットラジオステーション＜音泉＞でも配信)

#### 松竹チャンネル
- あまんちゅらじお!～あどばんす～[8]

#### SHOCHIKU animeチャンネル
- 雨宮天のがんばっていきまっしょい(ディレクター・構成)(インターネットラジオステーション＜音泉＞でも配信)
- 好きめがラジオ(ディレクター・構成)

#### Warner Bros. Japan Anime
- JOESTAR RADIO[9]
- ジョジョの奇妙な冒険　ストーンオーシャン　オラオラジオＳ(構成)(インターネットラジオステーション＜音泉＞でも配信)

#### その他
- 茅野愛衣のむすんでひらいて(茅野愛衣 10th Anniversary Channel)
- なおぼうチャンネル(東山奈央)[10]
- TYPE-MOON TIMES(【公式】TYPE-MOON GAMES)[11]（YouTube）
- 東京ミュウミュウ にゅ〜♡ラジオ スミュウジー！(ディレクター・構成)(東京ミュウミュウチャンネルチャンネル)(インターネットラジオステーション＜音泉＞でも配信)
- カッコウのラジオ(生)(構成)(KADOKAWAanime)(インターネットラジオステーション＜音泉＞でも配信)

### ABEMA
- ぐらぶるアニメちゃんねるっ！Season2[12]

### ニコニコ生放送
- FIZZY POPニコ生〜ぶる
- TVアニメ「ぼくたちは勉強ができない」ニコ生特番 ready STUDY go！[13]

### ニコニコ動画
- WEBラジオ「あまんちゅらじお！ ぴかりとてこと」
- ぐらぶるちゃんねるっ！

### ランティスウェブラジオ
- ひだまりラジオ
  - ひだまりラジオ×365
  - ひだまりらじお×☆☆☆
  - ひだまりラジオ×SP
  - ひだまりラジオ×ハニカム
  - ひだまりラジオ×ハニカム リメイク
  - ひだまりラジオ×ハニカム リメイク 残りご飯
  - ひだまりラジオ×THE END
  - ひだまりラジオ×Re:THE END[14]
- ギャラクシーエンジェる〜ん・ピャパプピーペンピェぷ〜ん
- Giftにじいろホームルーム
- うみものらじお〜あいしてる!〜（インターネットラジオステーション＜音泉＞でも配信）
- 新谷良子のchu→lip☆RADIO
- あすみさん@がんばらない[15]
- みなさまあっての麻生夏子ですレディオ[16]（ランティスウェブラジオ、インターネットラジオステーション＜音泉＞）
- 佐藤ひろ美のひろらじ（BEWE、ランティスウェブラジオ、インターネットラジオステーション＜音泉＞）

### インターネットラジオステーション＜音泉＞
- ナツメブラザーズ!
  - ナツメブラザーズ!(21)
- いちばんうしろの無限大ラジ王（テレビアニメ公式サイトでも配信）
- 佐藤ひろ美のコミデジ+
- ウルジャンナビゲーター
- Simoun〜電波 DE リ・マージョン〜
- ウエルベールの物語 〜ラジオの章〜
- 乙女ユニオン結成!麻衣とゆいのユグドラジオ
- ゴスロリ少女探偵団 ラジオ日誌
- ラジオギャラクシーエンジェル りょーことゆーなと
- でじこラジオ
- 渚と早苗のおまえにレインボー
  - 渚と早苗と秋生のおまえにハイパーレインボー
- 終末のエデン
- ラジオの婚約者と幼なじみが修羅場すぎる（テレビアニメ公式サイトでも配信）
- リトルバスターズ!R（インターネットラジオステーション＜音泉＞、響 - HiBiKi Radio Station -）
- アメツイ愚ラジオ（インターネットラジオステーション＜音泉＞）
- 501st JFW.OA〜第五〇一統合戦闘航空団公式放送〜（インターネットラジオステーション＜音泉＞、響 - HiBiKi Radio Station -）
- 井ノ上奈々の2〜3次元同好会
- TVアニメ「Rewrite」ラジオ 月刊テラ・風祭学院支局（ニコニコ生放送、響 - HiBiKi Radio Station -でも配信）
- お食事処まつおか 弐ノ皿（ニコニコ動画でも配信）
- ジョジョの奇妙な冒険 スターダストクルセイダース オラオラジオ！（響 - HiBiKi Radio Station -でも配信）
- ジョジョの奇妙な冒険 ダイヤモンドは砕けない 杜王町RADIO 4 GREAT（響 - HiBiKi Radio Station -でも配信）
- ラジオで　エロマンガSENSATION！
- ＜音泉＞で俺にラジオを作らせろ!（パーソナリティとして出演）
- 連盟空軍広報局公式放送 LNAF.OA.ラジオワールドウィッチーズ[17]
- ソードアート・オンライン オルタナティブ ガンゲイル・オフライン[18]
- 魔法少女特殊戦あすか in メイド喫茶 三津矢[19]

### 響 - HiBiKi Radio Station -
- Angel Beats! SSS（死んだ 世界 戦線）RADIO（インターネットラジオステーション＜音泉＞でも配信）
- 亡き少女の為のパルランド
- ラジオRewrite 月刊テラ・風祭学院支局（インターネットラジオステーション＜音泉＞でも配信）
- めがみめぐりのらじおめぐり[20]

### あるとら
- 花村怜美のまどらく
- 井ノ上奈々のS&S
- 酒井香奈子のヒメゴト
- 日高里菜の☆夢気分☆
- 伊瀬茉莉也の自力更生〜ポンポンの名において〜
- 吉田仁美の水曜どうでした?
- 橋本まいの桃色図鑑
- 山岡ゆりの ほっぷ!すてっぷ!ちからこぶ!
- 稲村優奈のドレミファソラシド♪

### 各アニメ公式サイト
- セキレイらじお
  - アシカビらじお
  - セキレイらじお〜Pure Engagement〜
- たまゆらじお
  - たまゆらんど
  - たまゆーしー
  - たまゆらじお〜hitotose〜
  - たまゆぴあり
- たまゆらじお〜卒業写真〜
- YAMAKING!!
  - TAKAKING!!＆TANEKING!!
  - INAKING!!＆TODOKING!!
  - ONOKING!!＆SOKING!!
  - YAMAKING'!!
- 山田中さん
  - サーバント×サービス×サービス
- NAGAKING!![21]（アニメ公式サイト）
- 俺の妹が（ラジオでも）こんなに可愛いわけがない
  - 俺の妹が（ラジオでも）こんなに可愛いわけがない。
- AチャンネルTV
- 麻枝准の殺伐RADIO（Angel Beats!ウェブサイト）
- あの日聞いたラジオの名前を僕達はまだ知らない。
- 劇場版 あの日聞いたラジオの名前を僕達はまだ知らない。
- ニセコイラジオ

### その他
- 水野良Produce りょーことゆーなの G☆A☆（ラジオ関西）
- 佐藤ひろ美のコミデジ（ラジオ関西）
- S-ラジ ワイド 集英組（S-ラジ）
- sorachocoとゆかいな泉たち（ZAKZAK）
- そちたち（ZAKZAK）
- おしゃべりやってまーす月曜日（高橋美佳子・稲村優奈・又吉愛・クロちゃん）（K'z Station）
- おしゃべりやってまーす月曜日（宮野真守）（K'z Station）
- おしゃべりやってまーす第2放送（宮野真守・山里亮太（南海キャンディーズ））（K'z Station）
- おしゃべりやってまーす第3放送（松来未祐・新谷良子・中原麻衣）（K'z Station）
- パーティ5のひまつぶしラジオ（ZAKZAK）
- モンハンラジオ（モンスターハンター公式ポータルサイト）
- 阿澄佳奈のSay!You Young（超!A&G+）
- 山本麻里安の『牧場大通信』（BEWE）
- 宮野真守のm-1ぐらんぷりっ!（東海ラジオ放送・KBS京都・ラジオ関西・RKBラジオ）
- 宮野真守のRADIOアニメロミックス 〜STARRING!〜（文化放送、アニメロチャンネル）
- たまゆらじお〜もあぐれっしぶ〜（超!A&G+）
- 東山奈央の虹といっしょ![22]（SHOWROOM）
- スロウスタート STARTailsちゃん！ね！ね！ねる！☆[23]（文化放送 超!A&G+）
- 諏訪ななか 7LDK(仮)[24] → 諏訪ななか 7LDKS[25]（LINE LIVE）
- 「岸辺露伴は動かない」全国六都市上映ツアー 奇譚見聞録[26]
- よりこのうたラジ Sチャンネル出張版[27]（エフエム岩手）